# Jules Dubois (voile)
Pour les articles homonymes, voir Dubois et Jules Dubois.
Jules Dubois est un skipper français né le 1er mars 1842 à Paris et mort le 16 mai 1910 dans la même ville.

## Carrière
Jules Dubois participe aux Jeux olympiques d'été de 1900 qui se déroulent à Paris.
À bord de Gitana, il dispute les deux courses de classe 3 – 10 tonneaux. Il remporte la médaille d'argent à l'issue de la seconde course et termine troisième de la première course, qui n'est pas reconnue par le Comité international olympique (CIO).